# 佐味親王
佐味親王（793年—825年9月2日），是日本平安時代初期的皇族，生父母是桓武天皇及多治比真宗。品位為四品彈正尹。

## 經歷
大同三年（808年）佐味親王持有的尾張國墾田8町因妨礙人民而編入公田。弘仁三年（812年）敘四品。在弘仁八年（817年）擔任彈正尹及在弘仁十四年（823年）就任中務卿。
天長二年（825年）閏七月十六去世，享年33歲（虛歲）。

## 逸事
佐味親王長得十分清秀，也十分好女色。

## 附註
1. ↑  《日本後紀》大同3年正月29日條
2. ↑  《日本後紀》弘仁3年正月7日條
3. ↑  《日本後紀》弘仁8年10月1日
4. ↑  《日本後紀》弘仁14年9月29日
5. ↑  《日本後紀》天長2年閏7月16日條